# آریاباتا (ماهواره)
آریاباتا (به انگلیسی: Aryabhata) اولین ماهواره هند بود، که نام آن برگرفته از نام ستاره‌شناس هندی آریابهاتا بود. این ماهواره در ۱۹ آوریل ۱۹۷۵ از سایت پرتاب کاپوستین یار در استان آستراخان در روسیه پرتاب شد. ماهواره آریاباتا توسط سازمان پژوهش‌های فضایی هند ساخته شد.